# 室女座70b
室女座70b是一颗位于室女座、距离地球约60光年的系外行星。1996年，杰弗里·马西和R·保罗·巴特勒宣布发现了该行星，从而使室女座70成为第一颗被发现拥有围绕其运转行星的恒星。最初，该行星被认为处于适居带内，但是后来发现该行星的轨道离心率较大，距离中央恒星也较近。

## 物理特性
室女座70b的轨道离心率较大，轨道周期为116地球日，质量为7.5倍木星质量。其表面重力为木星的2-3倍。1996年1月发现该行星之时，科学家认为室女座70距地球仅29光年，基于其视星等而推测该恒星的光度较小，故认为室女座70b位于适居带内。该行星还由此得到了一个绰号，即“金发少女”。后来依巴谷卫星探测发现室女座70距离地球较原来的预计更远，因此其光度也就更大，由此预计室女座70b的表面温度将会更高，因此并不位于适居带内。